# Chapelle Saint-Jacques des Pénitents blancs de Saorge
Pour les articles homonymes, voir Chapelle Saint-Jacques et Chapelle des Pénitents blancs.
La chapelle Saint-Jacques, chapelle des Pénitents blancs, est une chapelle catholique située à Saorge, en France.

## Localisation
La chapelle est située dans le département français des Alpes-Maritimes, sur la commune de Saorge, à côté de l'église paroissiale Saint-Sauveur.

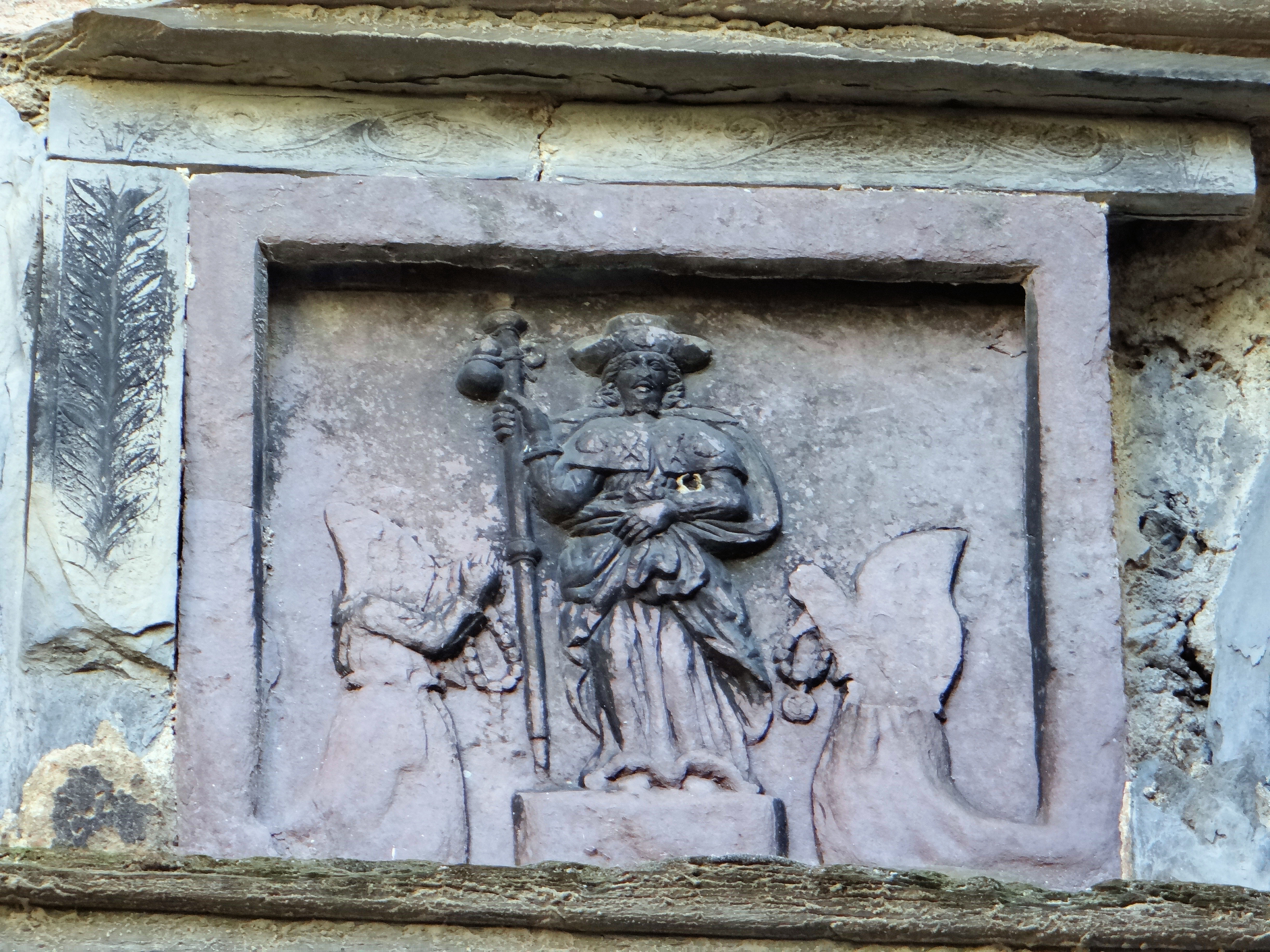
Le bas-relief avec saint Jacques en pèlerin et deux pénitents agenouillés.

## Historique
La chapelle a été construite au-dessus du bas-côté nord de l'église paroissiale. Elle a été construite  à la demande de la famille Carabalona et achevée en 1602.
L'édifice est classé au titre des monuments historiques le 25 novembre 1981.

## Présentation
La façade occidentale possède un portail encadré par deux pilastres surmonté d'un bas-relief représentant saint Jacques en pèlerin encadré par deux pénitents agenouillés, sous un oculus. La façade est surmontée d'un tympan. 
La chapelle possède un clocher de type baroque placé sur le côté sud de cette façade.